# Маріупольська лісова дача

Маріупольська лісова дача — заповідне урочище в Україні.
Розташоване у Волноваському районі Донецької області біля селища Лісне. Засноване в 1857 році. Статус заповідного урочища присвоєно рішенням облвиконкому № 155 від 11 березня 1981 року. Площа — 536 га.

## Флора і фауна
В урочищі знаходяться лісові насадження та лісосмуги, на території яких виростають рослини, занесені до Червоної книги України: шафран, волошка Талієва, волошка несправжньоблідолускова. Водяться такі тварини, як вепр, сарна, благородний олень, вовк, заєць, єнот, куниця, ласка, лось. Птахи: яструб-тетерев'ятник, фазан, куріпка, сойка та інші. В урочищі, у п. Лісове, знаходиться лісництво. 
Через урочище проходить автотраса Сімферополь—Москва. Влаштовані місця для кемпінгу.

## Галерея

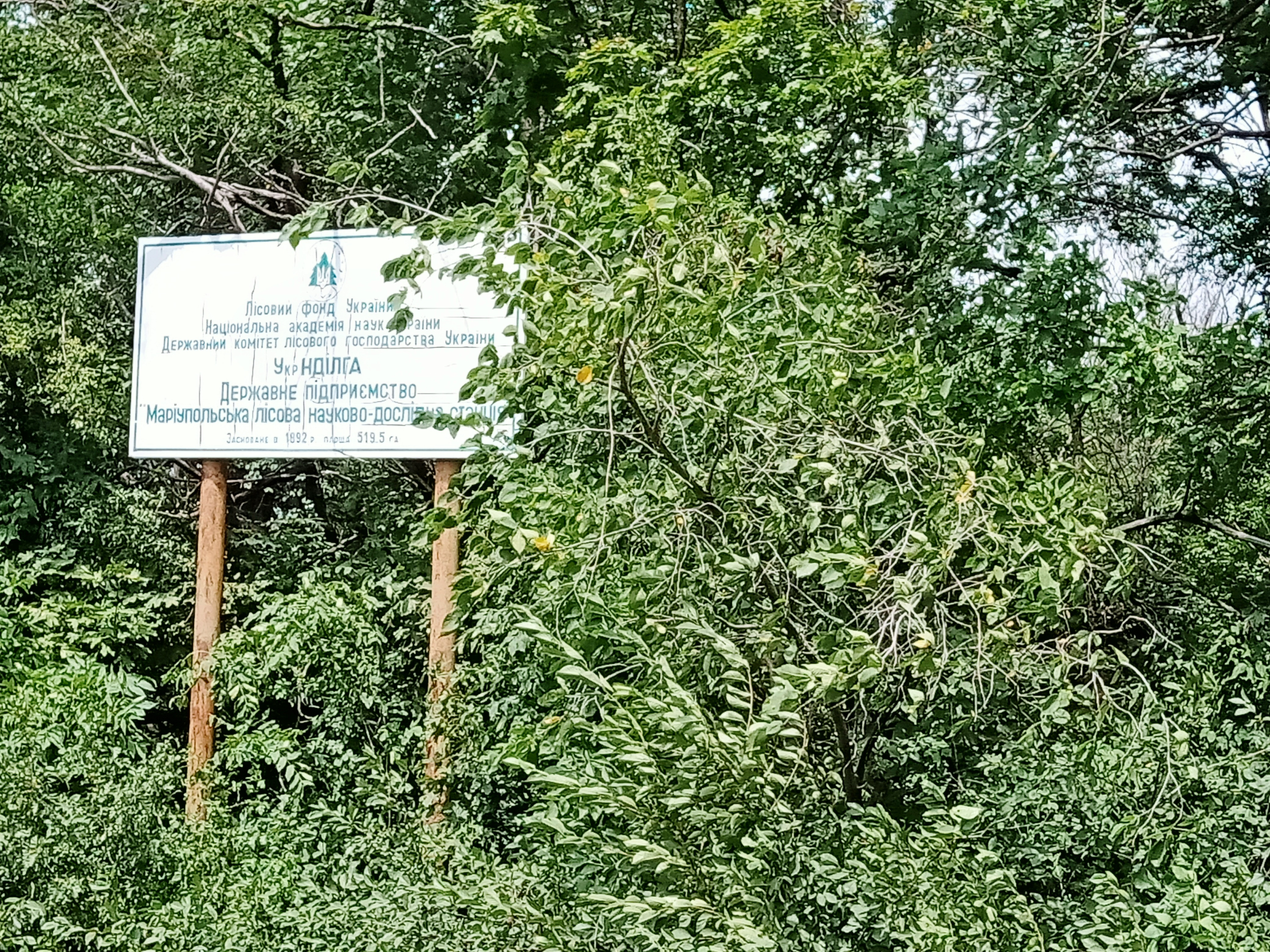
Інформаційний стенд. Маріупольська лісова дача. Селище Лісне. 27 липня 2020 року
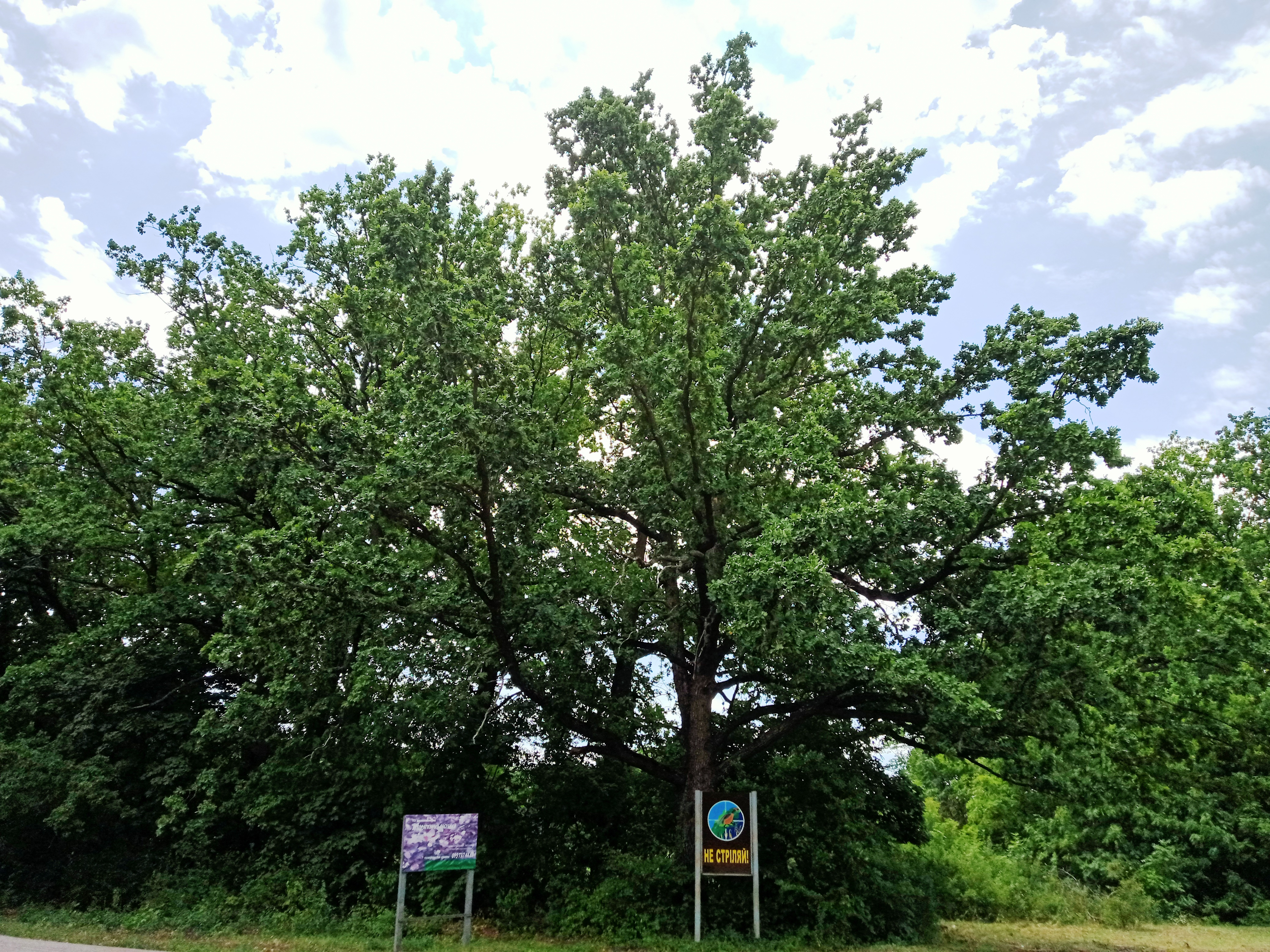
Маріупольська лісова дача. Селище Лісне. 27 липня 2020 року
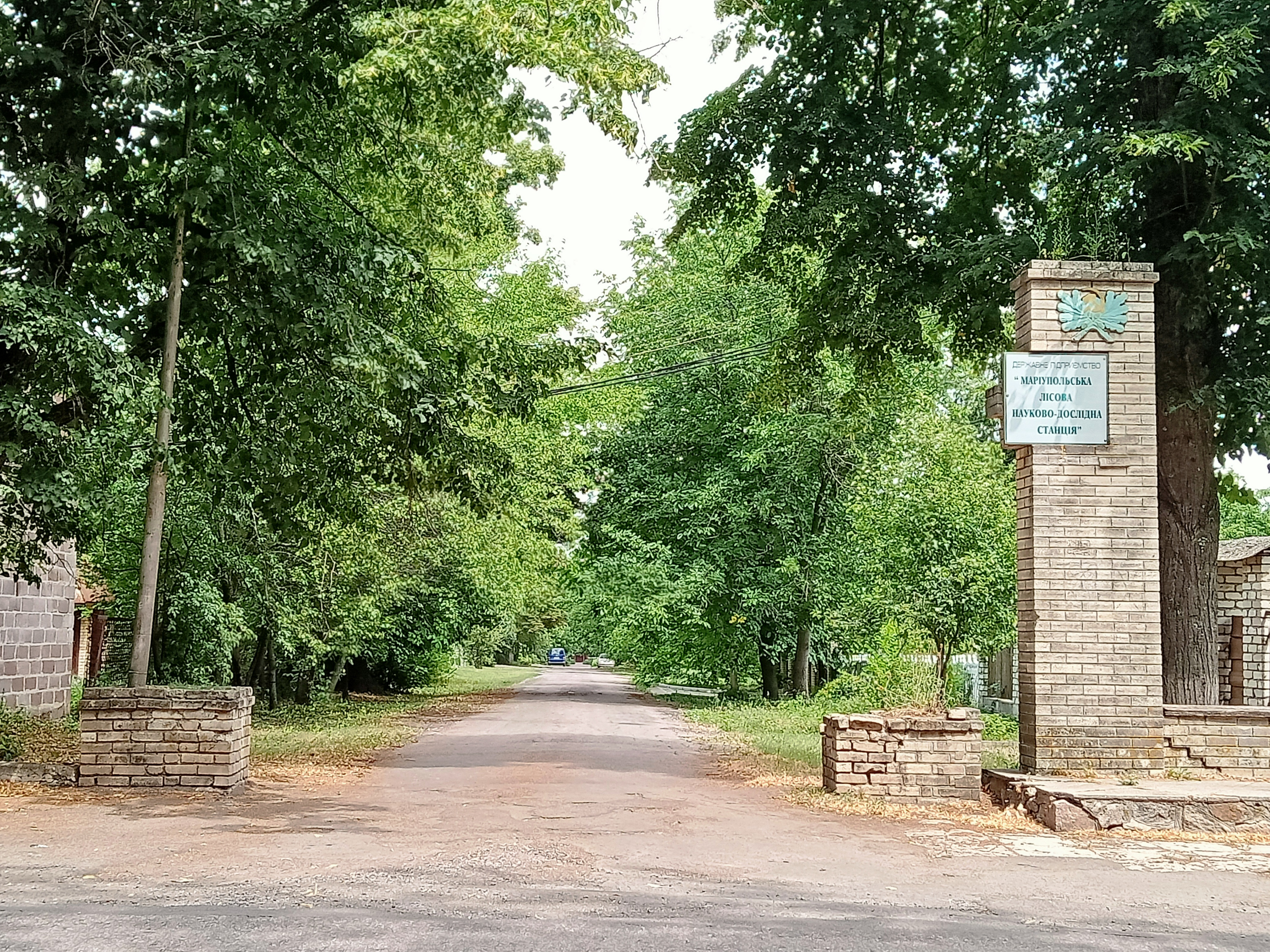
Маріупольська лісова науково - дослідницька станція. Маріупольська лісова дача. 27 липня 2020 року
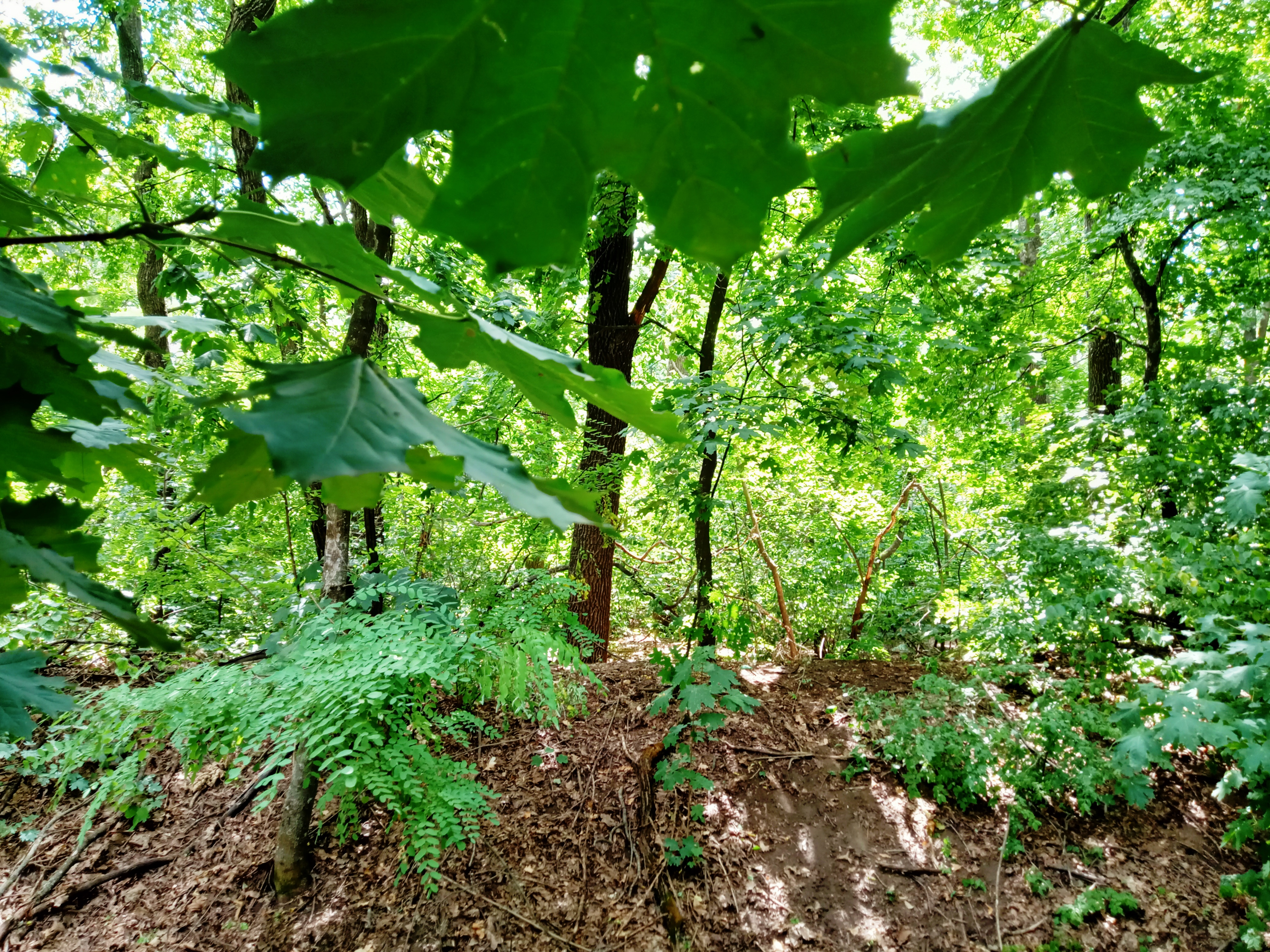
Маріупольська лісова дача, селище Лісне. 27 липня 2020 року
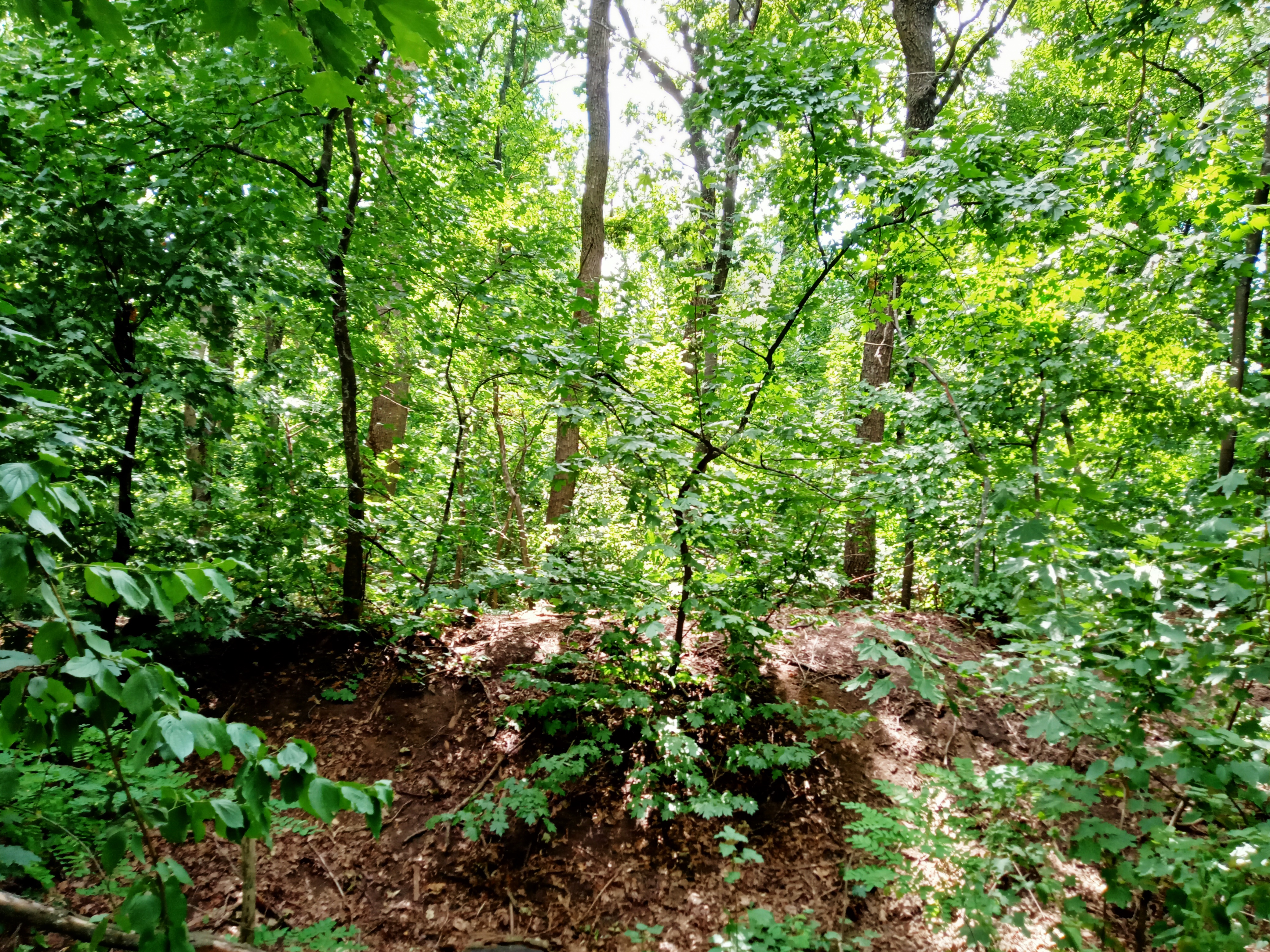
Маріупольська лісова дача, селище Лісне. 27 липня 2020 року
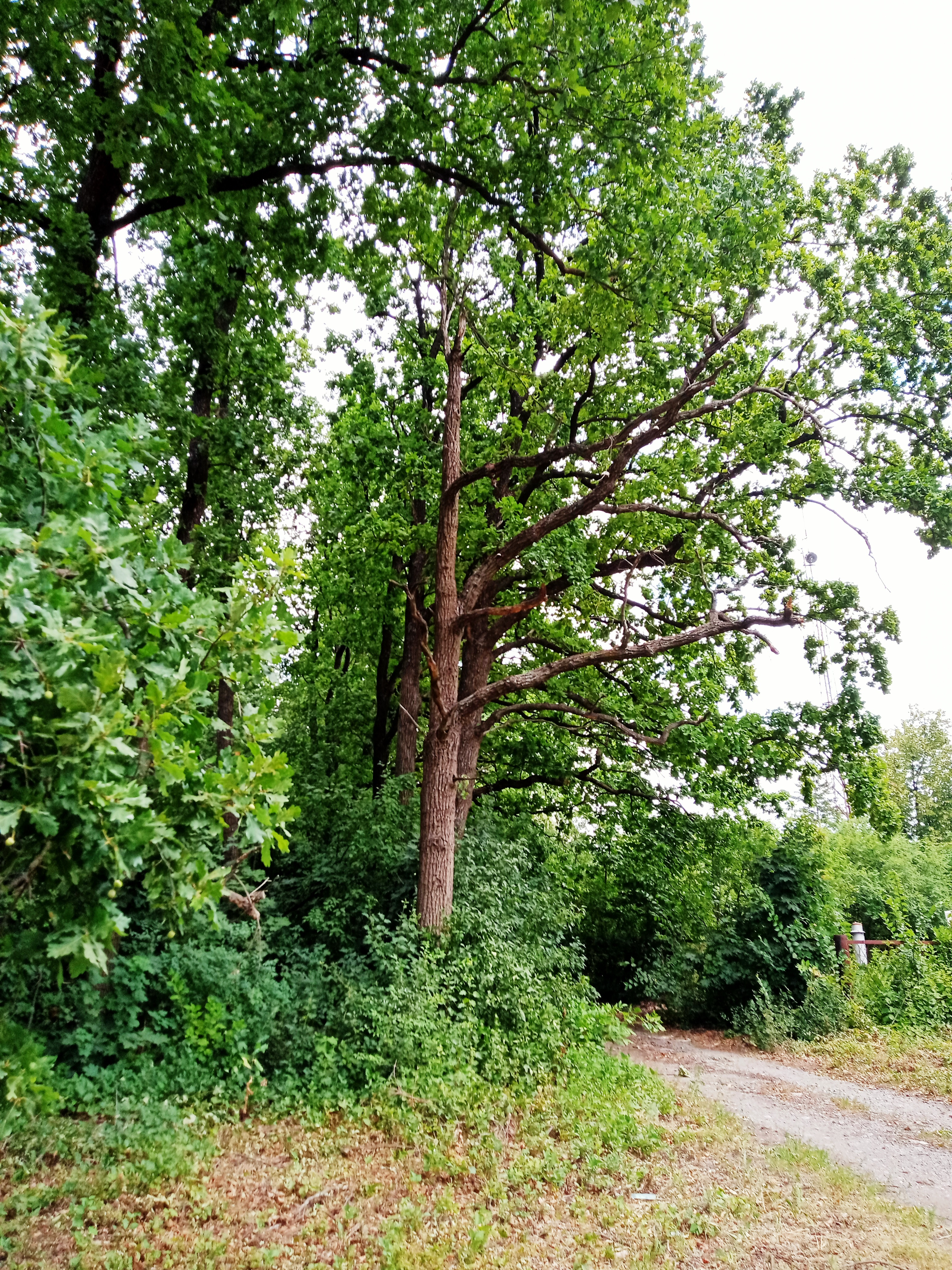
Маріупольська лісова дача, селище Лісне. 27 липня 2020 року